# Milano ATP Challenger 2014
Il Milano ATP Challenger 2014 è stato un torneo di tennis facente parte della categoria ATP Challenger Tour nell'ambito dell'ATP Challenger Tour 2014. È stata la 9ª edizione del torneo che si è giocato a Milano in Italia dal 16 al 22 giugno 2014 su campi in terra rossa e aveva un montepremi di 35 000 €+H.

## Partecipanti singolare

### Teste di serie
| Nazionalità | Giocatore            | Ranking* | Testa di serie |
| ----------- | -------------------- | -------- | -------------- |
| Spagna      | Pere Riba            | 87       | 1              |
| Italia      | Filippo Volandri     | 98       | 2              |
| Spagna      | Albert Ramos Viñolas | 115      | 3              |
| Argentina   | Facundo Argüello     | 117      | 4              |
| Argentina   | Máximo González      | 128      | 5              |
| Italia      | Marco Cecchinato     | 145      | 6              |
| Romania     | Adrian Ungur         | 158      | 7              |
| Italia      | Potito Starace       | 176      | 8              |

- Ranking al 9 giugno 2014.

### Altri partecipanti
Giocatori che hanno ricevuto una wild card:
- Roberto Marcora
- Hugo Dellien
- Yoshihito Nishioka
- Juan Lizariturry

Giocatori che sono passati dalle qualificazioni:
- Federico Gaio
- Filippo Baldi
- Matteo Donati
- Gianluca Mager

## Partecipanti doppio

### Teste di serie
| Nazionalità | Giocatore          | Nazionalità | Giocatore        | Ranking* | Testa di serie |
| ----------- | ------------------ | ----------- | ---------------- | -------- | -------------- |
| Argentina   | Guillermo Durán    | Argentina   | Máximo González  | 181      | 1              |
| Colombia    | Nicolás Barrientos | Colombia    | Juan Carlos Spir | 249      | 2              |
| Bielorussia | Sergey Betov       | Bielorussia | Alexander Bury   | 293      | 3              |
| Stati Uniti | James Cerretani    | Germania    | Frank Moser      | 302      | 4              |

- Ranking al 9 giugno 2014.

### Altri partecipanti
Coppie che hanno ricevuto una wild card:
- Filippo Baldi /  Matteo Donati
- Eugenio Gibertini /  Vito Gioia
- Alberto Brizzi /  Riccardo Sinicropi

## Vincitori

### Singolare
Albert Ramos Viñolas ha battuto in finale  Pere Riba con il punteggio di 6–3, 7–5

### Doppio
Guillermo Durán /  Máximo González hanno battuto in finale  James Cerretani /  Frank Moser con il punteggio di 6–3, 6–3